# Andreas Latzko
Andreas (Adolf Andor) Latzko (Boedapest, 1 september 1876 – Amsterdam, 11 september 1943) was een Oostenrijks-Hongaarse schrijver en pacifist. 

## Leven
Andreas Latzko's moeder was een Weense, zijn vader een Hongaar uit Boedapest. Latzko werd tweetalig opgevoed en volgde in Boedapest de Duitse school, maar begon als toneelschrijver in het Hongaars te publiceren. Zijn eerste twee toneelstukken werden in Boedapest opgevoerd. In 1901 vertrok hij naar Berlijn en schreef verder in het Duits, eerst toneelstukken, later romans. 
In 1915 ging de overtuigde pacifist vrijwillig naar het front om met autoriteit tegen de oorlog te kunnen schrijven. 1916 stortte hij aan het Isonzofront fysiek en mentaal in en kwam ter genezing naar Davos. Daar schreef hij zijn bekendste werk "Mensen in de oorlog". Dit boek gold toen als het belangrijkste Duitstalige antioorlogsboek en werd in negentien talen vertaald - en verboden in alle oorlogvoerende landen.
In 1920 verhuisde hij naar Salzburg, waar hij een goede vriend van Hermann Bahr en Stefan Zweig was. 1931 verhuisde hij met zijn vrouw en zoon (D.G.H. Latzko, Salzburg 1924 - Bloemendaal 2017) naar Amsterdam, waar hij tot zijn dood (door ziekte) leefde. Veel van zijn latere boeken zijn uitsluitend in Nederlandse vertaling gepubliceerd, de meeste bij de uitgeverij Wereldbibliotheek (Amsterdam) wiens directeur Nico van Suchtelen een belangrijke vriend van Latzko en promotor en vertaler van zijn werk was. In 1933 werden zijn boeken door de nationaalsocialisten in Duitsland verboden en verbrand. Kort voor zijn dood ondersteunde Latzko het Nederlands verzet, o.a. P-C. Heldermann, R.P. Geerligs, B.P. de Beaufort en Mies Boissevain.
Bij zijn graf op Zorgvlied in Amsterdam werd in 1948 een Latzko-monument van beeldhouwer Jan Havermans geplaatst.  
(De gegevens over Latzkos leven zijn ontleend aan: Andreas Latzko/Stella Latzko-Otaroff: Lebensfahrt. Herausgegeben und kommentiert von Georg B. Deutsch, Frank und Timme, Berlin 2017.)

## Selectie van zijn werk
- Tíz év (Tien jaren) toneel (1898)
- Testvérek (Broeders en zusters) toneel (1901)
- Hans im Glück toneel (1904)
- Der Roman des Herrn Cordé, roman (1906), Fleischel, Berlijn
- Der Wilde Mann roman (1913), Rascher, Zürich. Nederlands: "De wilde man", vertaald door A.M. de Jong. N.V. Ontwikkeling, Amsterdam, 1923
- Menschen im Krieg novellen (1917), Rascher, Zürich. Menschen in den oorlog, Wereldbibliotheek, Amsterdam, 1918
- Friedensgericht (1918), Rascher Zürich. Dag des oordeels, Vertaald door Arn. van Wijnkoop. Arbeiderspers Amsterdam, 1932
- Brieven uit een stervend land; Brieven uit een herlevend land Brieven uit Oostenrijk (1923), alleen in de Nederlandse vertaling gepubliceerd: N.V. Ontwikkeling, Amsterdam
- Marcia Reale novelle (1925) vertaald door Alice van Nahuys. Prometheus, Amsterdam
- De roman van een liefde en andere novellen (1927), alleen in de Nederlandse vertaling gepubliceerd: N.V. Ontwikkeling, Amsterdam
- Sieben Tage roman (1931), Kristallverlag, Wien. Nederlands: "Zeven dagen", vertaald door Alice van Nahuys. Querido, Amsterdam, 1930
- In het verloren paradijs reisbericht (1932) vertaald door P. van Dillen, alleen in de Nederlandse vertaling gepubliceerd: Querido, Amsterdam.
- Lafayette romanbiografie (1935) Rascher, Zürich. Nederlands: "Lafayette, De ruiter op den Regenboog" vertaald door Nico van Suchtelen. Wereldbibliotheek, Amsterdam
- De man aan de oever roman (1937) vertaald door N. van Suchtelen, alleen in de Nederlandse vertaling gepubliceerd: Wereldbibliotheek, Amsterdam
- De achterhoede (1946) vertaald door A.M. de Jong, voorwoord Stefan Zweig, Wereldbibliotheek, Amsterdam
- Lebensfahrt (2017) Herinneringen. Door Andreas Latzko en Stella Latzko-Otaroff, Rasch und Timme, Berlin, Zürich. Nederlands: "Levensreis" vertaald door Annie Vonk en Nico van Suchtelen. Wereldbibliotheek, Amsterdam 1950